# 임서연
임서연(1982년 10월 21일 ~ )은 대한민국의 배우이다.

## 학력
- 브니엘중학교
- 일산동고등학교
- 동덕여자대학교 방송연예학과 학사

## 출연작

### 드라마
- 1996년 MBC 《사춘기》
- 1997년~1998년 KBS1 《용의 눈물》 - 세종 비 소헌왕후 심씨 역
- 1997년~1998년 KBS 《신세대 보고 - 어른들은 몰라요》
- 1998년 SBS 《나 어때》
- 1999년 KBS2 《학교》 - 배소연 역
- 1999년 KBS2 《어사 출두》
- 1999년 KBS2 《전설의 고향 - 궁녀》
- 2000년 KBS2 《반쪽이네》 - 선희 동생 역
- 2000년 SBS 《골뱅이》
- 2001년 MBC 《홍국영》
- 2001년 KBS2 《멋진 친구들 시즌2》
- 2001년 KBS2 《여자는 왜?》
- 2002년 KBS1 《제국의 아침》  - 청주남원부인 김씨 역
- 2002년 SBS 《순수의 시대》 - 윤경 역
- 2004년 SBS 《토지》 - 두리 역
- 2007년 KBS2 《최강 울엄마》
- 2007년 tvN 《막돼먹은 영애씨 시즌 1》 - 변지원 역
- 2007년 KBS2 《한성별곡》 - 월향 역
- 2007년 tvN 《막돼먹은 영애씨 시즌 2》 - 변지원 역
- 2008년 tvN 《막돼먹은 영애씨 시즌 3》 - 변지원 역
- 2008년 MBC 《밤이면 밤마다》
- 2008년 SBS 《타짜》 - 사장 역
- 2008년 tvN 《막돼먹은 영애씨 시즌 4》 - 변지원 역
- 2009년 tvN 《막돼먹은 영애씨 시즌 5》 - 변지원 역
- 2009년 tvN 《막돼먹은 영애씨 시즌 6》 - 변지원 역
- 2009년 tvN 《세남자》 - 나주리 역
- 2009년 KBS2 《수상한 삼형제》 - 지성미 역 (특별출연)
- 2010년 tvN 《막돼먹은 영애씨 시즌 7》 - 변지원 역
- 2010년 KBS2 《구미호: 여우누이뎐》 - 계향 역
- 2010년 tvN 《막돼먹은 영애씨 시즌 8》 - 변지원 역
- 2011년 tvN 《막돼먹은 영애씨 시즌 9》 - 변지원 역
- 2012년 tvN 《막돼먹은 영애씨 시즌 10》 - 변지원 역
- 2012년 OCN 《뱀파이어 검사 시즌 2》 - 변지원 역 (특별출연)
- 2013년 tvN 《막돼먹은 영애씨 시즌 11》 - 변지원 역
- 2018년 tvN 《막돼먹은 영애씨 시즌 16》 - 변지원 역(특별출연)
- 2018년 tvN 《식샤를 합시다 3》 - 선우선의 사촌누나 역

### 영화
- 2000년 《단적비연수》 - 어린 연 역
- 2002년 《4발가락》 - 김미애 역
- 2008년 《모던 보이》 - 이시다 요코 역

### 광고
- 2008년 SK패션 루츠 (with 고세원, 김현숙, 최원준)
- 2013년 NH농협 3박자 유통혁신